# Моста (футбольный клуб)
«Моста» — мальтийский футбольный клуб из одноимённого города. В сезоне 2011/12 выступает в  мальтийской Премьер-лиге, сильнейшем дивизионе страны. Клуб основан в 1935 году, домашние матчи проводит на стадионе «Чарльз Абела», вмещающем 1 200 зрителей. До сезона 2011/12 в Премьер-лиге провёл 4 сезона, дебютным из которых был сезон 1974/75, в сезоне 1987/88 клуб добился своего наивысшего результата в чемпионатах Мальты, заняв 8-е место. Примечательно что «Моста» ни разу не провела в высшем дивизионе два сезона подряд, вылетая в низший дивизион после каждого сезона проведённого в Премьер-лиге. Лучшим результатом клуба в Кубке Мальты является выход в 1/2 финала в сезоне 1989/90. Игрок «Мосты» Эво Эмеме Христос забил первый в истории гол в отборочных матчах Лиги Конференций УЕФА.

## Достижения
- Первая лига:
  - Чемпион (1): 1986/87.
  - Вице-чемпион (2): 2001/02, 2004/05.

## В Европе
| Сезон   | Турнир                | Раунд                         | Соперник         | Дома | В гостях | Общий счёт |  |
| ------- | --------------------- | ----------------------------- | ---------------- | ---- | -------- | ---------- |  |
| 2021/22 | Лига конференций УЕФА | Первый квалификационный раунд | Спартак (Трнава) | 3:2  | 0:2      | 3:4        |  |